# Guyana
Guyana, officieel de Coöperatieve Republiek Guyana (Engels: Co-operative Republic of Guyana), is een land in het noorden van Zuid-Amerika, dat grenst aan Brazilië, Suriname en Venezuela. Guyana heeft grensgeschillen zowel met Suriname als met Venezuela.

## Geschiedenis
Het huidige land Guyana is in feite onderdeel van een groter gebied dat ook Guyana (of Guiana) wordt genoemd – naar het inheemse woord voor "land van vele wateren", en zich uitstrekt tot in Venezuela en Brazilië. Het huidige Guyana bestond in de 17e en 18e eeuw uit de vier Nederlandse koloniën Pomeroon, Essequebo, Demerara en Berbice. 
De voormalige Nederlandse koloniën werden in 1831 samengevoegd tot Brits-Guiana, en bestuurd door de Raad van Politie in Georgetown. 
Op 26 mei 1966 werd Guyana een onafhankelijke staat binnen het Britse gemenebest, met de Britse koningin Elizabeth II als staatshoofd.

## Geografie

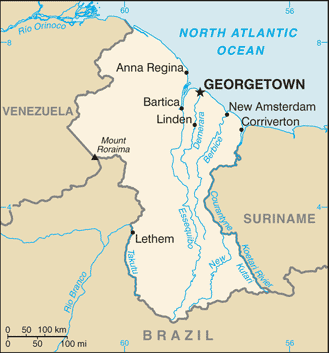
Kaart van Guyana (CIA)
(Betwist gebied weergegeven als behorend tot Guyana.)

- Lengte landgrenzen: Brazilië 1.308 km, Suriname 836 km, Venezuela 789 km[5]
- Kustlijn: 459 km[5]
- Laagste punt: kustzone Atlantische Oceaan, < −2,75 meter[6]
- Hoogste punt: Roraima, 2775 meter[5]

## Bestuurlijke indeling
Guyana is ingedeeld in tien regio's, en zijn vernoemd naar de rivieren waartussen de regio zich bevindt. De regio's zijn verdeeld in gemeenten en bestuurd door Neighbourhood Democratic Councils of Municipal Councils in geval van towns of steden. Guyana kent één stad, Georgetown, en tien towns (2018).
| Nr | Naam          | Regio                           | Bevolking (2012) |
| -- | ------------- | ------------------------------- | ---------------- |
| 1  | Georgetown    | Demerara-Mahaica                | 118.363          |
| 2  | Linden        | Upper Demerara-Berbice          | 27.277           |
| 3  | New Amsterdam | East Berbice-Corentyne          | 17.329           |
| 4  | Anna Regina   | Pomeroon-Supenaam               | 11.793           |
| 5  | Corriverton   | East Berbice-Corentyne          | 11.386           |
| 6  | Tuschen       | Essequibo Islands-West Demerara | 8.286            |
| 7  | Bartica       | Cuyuni-Mazaruni                 | 8.004            |
| 8  | Rose Hall     | East Berbice-Corentyne          | 5.622            |
| 9  | Timehri       | Demerara-Mahaica                | 4.433            |
| 10 | Parika        | Essequibo Islands-West Demerara | 4.385            |

## Bevolking

Spreiding bevolking (2012)

In 1960 telde Guyana zo'n 560.000 inwoners. Tot 1975 nam dit aantal nog toe naar 750.000, maar nadien is dit stabiel en schommelt al lange tijd rond dit niveau. Het geboorteoverschot is beperkt en door emigratie neemt het aantal inwoners licht af. Van de bevolking woont iets minder dan 30% in de steden.
| Volkstellingsjaar | 1911    | 1931    | 1946    | 1960    | 1970    | 1980    | 1991    | 2002    | 2012    |
| ----------------- | ------- | ------- | ------- | ------- | ------- | ------- | ------- | ------- | ------- |
| Inwoners          | 296.041 | 310.933 | 375.071 | 560.330 | 701.718 | 759.567 | 723.673 | 751.223 | 746.955 |

De Guyanezen bestaan uit meerdere volksgroepen. De grootste etnische groep zijn de Indiase Guyanezen, afstammelingen van contractarbeiders uit Brits-Indië (39,8%), gevolgd door de Afro-Guyanezen, afstammelingen van slaven uit Afrika (29,2%). De inheemse bevolking maakt 10,5% uit van Guyana:2 en bestaat uit: Akawaio, Arecuna, Karaïben, Lokono, Macushi, Patamona, Waiwai, Wapishana en Warau volken. De rest van de bevolking bestaat uit mensen van gemengde afkomst.
| Etnische samenstelling van Guyana (2012):2 | Etnische samenstelling van Guyana (2012):2 | Etnische samenstelling van Guyana (2012):2 | Etnische samenstelling van Guyana (2012):2 | Etnische samenstelling van Guyana (2012):2 |
| ------------------------------------------ | ------------------------------------------ | ------------------------------------------ | ------------------------------------------ | ------------------------------------------ |
|                                            |                                            |                                            |                                            |                                            |
| Indiaas-Guyaans                            | Indiaas-Guyaans                            |                                            | 39,8%                                      | 39,8%                                      |
| Afro-Guyaans                               | Afro-Guyaans                               |                                            | 29,2%                                      | 29,2%                                      |
| Gemengde afkomst                           | Gemengde afkomst                           |                                            | 19,9%                                      | 19,9%                                      |
| Inheemse afkomst                           | Inheemse afkomst                           |                                            | 10,5%                                      | 10,5%                                      |
| Overig                                     | Overig                                     |                                            | 0,5%                                       | 0,5%                                       |

De grootste religie in Guyana is het christendom (met name het protestantisme), gevolgd door het hindoeïsme. De islam heeft een kleinere groep aanhangers.
Het Engels is de officiële taal. Het Guyanees Creools, een Engelse creoolse taal, wordt echter het meest gesproken. Andere creoolse talen in Guyana waren het Skepi in Essequebo (aan de Essequibo) en Berbice-Nederlands in Berbice (aan de Berbice).
De levensverwachting bij geboorte was in 1960 60,3 jaar en dit is gestegen naar 66,5 jaar in 2015.

## Politiek
De politiek in Guyana vindt plaats in een kader van een semipresidentiële representatieve democratische republiek, waarbij de president van Guyana regeringsleider is, en van een meerpartijenstelsel. De president wordt voor vijf jaar gekozen en er is geen limiet aan het aantal termijnen. De uitvoerende macht valt onder de verantwoordelijkheid van de overheid. De wetgevende macht berust bij zowel de President als de Nationale Vergadering.
Historisch is de politiek een bron van spanning in het land, en er zijn vaak gewelddadige rellen uitgebroken tijdens de verkiezingen. Tijdens de jaren 1970 en 1980 werd het politieke landschap gedomineerd door de People's National Congress. In 1992 werden de eerste 'vrije en eerlijke' verkiezingen gehouden onder toezicht van de Verenigde Staten, en de People's Progressive Party leidde vervolgens het land tot aan de verkiezingen van 2015. De twee partijen zijn voornamelijk georganiseerd langs etnische lijnen. De partijen botsen vaak op kwesties in verband met de toewijzing van middelen.

### Mensenrechten
Guyana is het enige land in Zuid-Amerika waar homoseksualiteit, anale en orale seks bij wet verboden is. Op homoseksualiteit staat maximaal twee jaar gevangenisstraf, maar op sodomie (buggery) kan een levenslange gevangenisstraf worden opgelegd. In de praktijk wordt de wet niet meer uitgevoerd. Sinds 2018 is crossdressing toegestaan.
De doodstraf in Guyana is gehandhaafd bij wet (2021), maar wordt sinds 1997 niet meer uitgevoerd. In 2021 werden vier personen waaronder een vrouw ter dood veroordeeld.

## Landschap

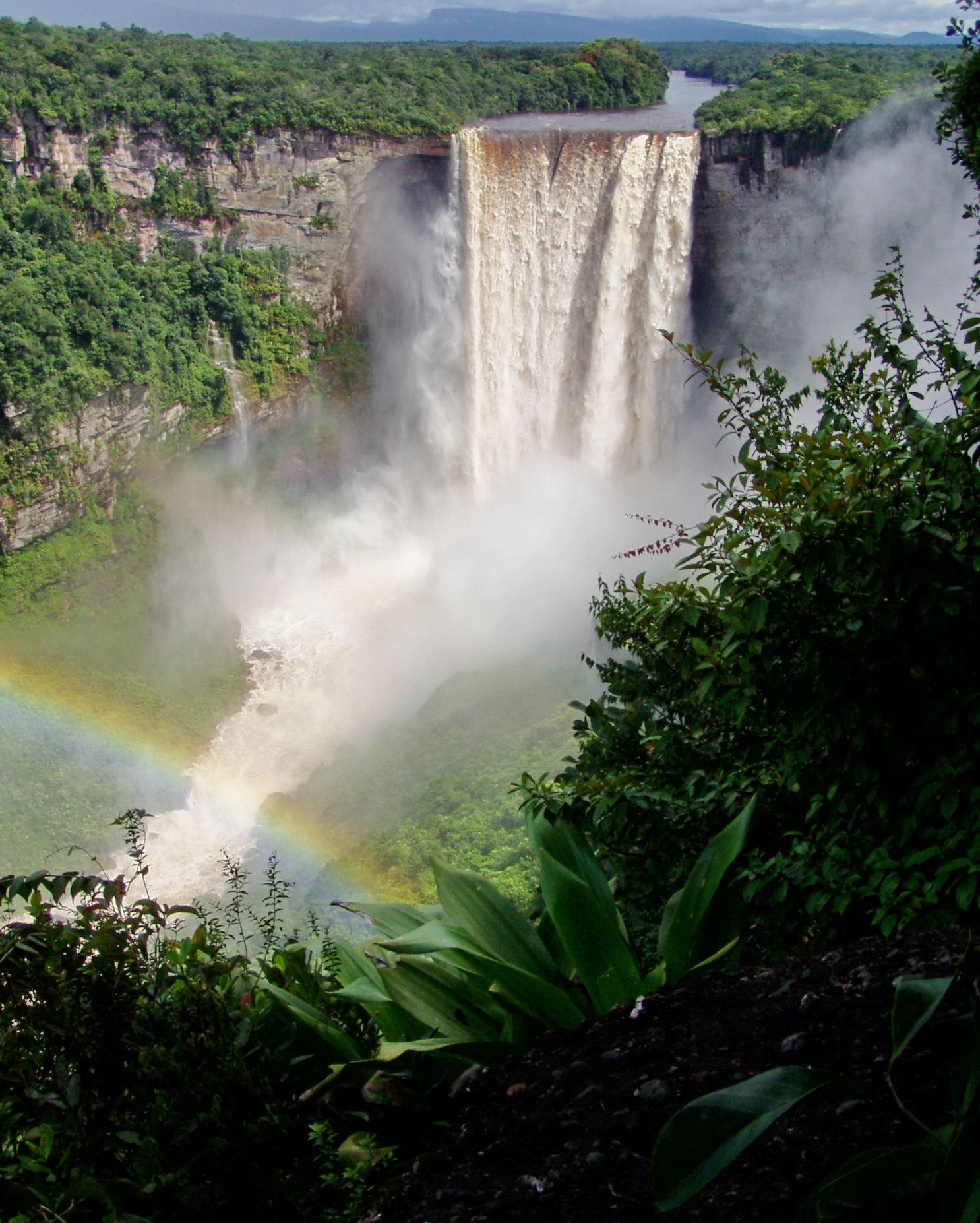
Kaieteurwaterval

Het grootste deel van Guyana is bedekt met tropisch regenwoud. In Guyana komen meer dan 900 vogelsoorten, 225 zoogdiersoorten, 880 reptielsoorten en meer dan 6500 planten- en boomsoorten voor. Dieren die in het land voorkomen zijn onder andere de jaguar, de capibara, de reuzenmiereneter, de harpij, de rotshaan, en de nationale vogel: de canjefazant. In 1955 begon David Attenborough zijn carrière als natuurdocumentairemaker in Guyana.
Guyana biedt een grote biodiversiteit. Het heeft hoogland oerwoud, savannes, moerassen, mangrovebossen, drasland, tepuis, en veel tropisch regenwoud. Meer dan 70% van de natuur is in ongerepte conditie. In 2014 had Guyana een Forest Landscape Integrity Index van 9.58/10.
In 2021 waren er in Guyana zes beschermde gebieden: het Iwokramabos, het nationaal park Kaieteur, het Kanukugebergte, Shell Beach, waar schildpadden hun eieren leggen, en Kanashen, een inheems en beschermd natuurgebied dat wordt beheerd door de inheemse Waiwai.

## Economie
De economische ontwikkeling van Guyana maakte een duidelijke ommekeer ten goede aan het begin van de jaren negentig. Na een decennium met lage economische groei, hoge inflatie en grote tekorten op de lopende rekening begon een periode van hoge economische groei die tot 1998 duurde. De financiële situatie verbeterde aanzienlijk, de inflatie daalde en de handelsbalans verbeterde al blijft deze structureel een tekort tonen. In 2006 en 2007 viel de hoge economische groei samen met een forse reductie van de netto staatsschuld, die halveerde als percentage van het bruto binnenlands product (bbp).
| Jaar     | BBP (in miljarden US$) | BBP per hoofd (in US$) | BBP per hoofd (in US$, PPP) | Reële groei (% mut JoJ) | Inflatie (% mut JoJ) | Saldo overheids- begroting (in % BBP) | Netto staatsschuld (in % BBP) | Saldo lopende rekening (in % BBP) |
| -------- | ---------------------- | ---------------------- | --------------------------- | ----------------------- | -------------------- | ------------------------------------- | ----------------------------- | --------------------------------- |
| 1980     | 0,84                   | 1102                   | 2469                        | −2,1%                   | 14,1%                |                                       |                               | −18,2%                            |
| 1990     | 0,69                   | 951                    | 2832                        | −3,0%                   | 64,3%                |                                       |                               | −23,5%                            |
| 2000     | 1,50                   | 2017                   | 5434                        | −1,3%                   | 6,1%                 | −2,2%                                 | 81,9%                         | −4,7%                             |
| 2005     | 1,71                   | 2306                   | 6233                        | −1,9%                   | 6,9%                 | −6,5%                                 | 79,4%                         | −5,7%                             |
| 2010     | 2,89                   | 3837                   | 8357                        | 4,4%                    | 4,3%                 | −2,2%                                 | 38,7%                         | −6,5%                             |
| 2015     | 4,28                   | 5580                   | 11.205                      | 0,7%                    | -0,9%                | −0,8%                                 | 38,2%                         | −3,4%                             |
| 2020     | 5,47                   | 6953                   | 19.676                      | 43,5%                   | 1,2%                 | −7,8%                                 | 48,2%                         | −16,3%                            |
| 2021     | 7,66                   | 9707 (t)               | 24.632                      | 20,0%                   | 3,3%                 | −7,3%                                 | 38,5%                         | −25,9%                            |
| 2022     | 14,53                  | 18.353 (t)             | 42.661                      | 62,3%                   | 6,5%                 | −5,2%                                 | 23,6%                         | 23,7%                             |
| 2023 (t) | 17,05                  | 21.472                 | 58.617                      | 33,0%                   | 4,5%                 | −5,7%                                 | 24,9%                         | 20,2%                             |

In 2020 was het bruto binnenlands product van Guyana US$ 5,5 miljard of US$ 6953 per hoofd van de bevolking. De belangrijkste economische activiteit in Guyana was de dienstensector gevolgd door de landbouw. In deze laatste sector werkt het grootste deel van de beroepsbevolking. In de polders van de kust liggen de rijstvelden, andere gewassen voedsel en fruit. Naast rijst is suiker een belangrijk landbouwproduct. Een groot deel van het land is bedekt met bos waardoor hout ook een belangrijk product is.

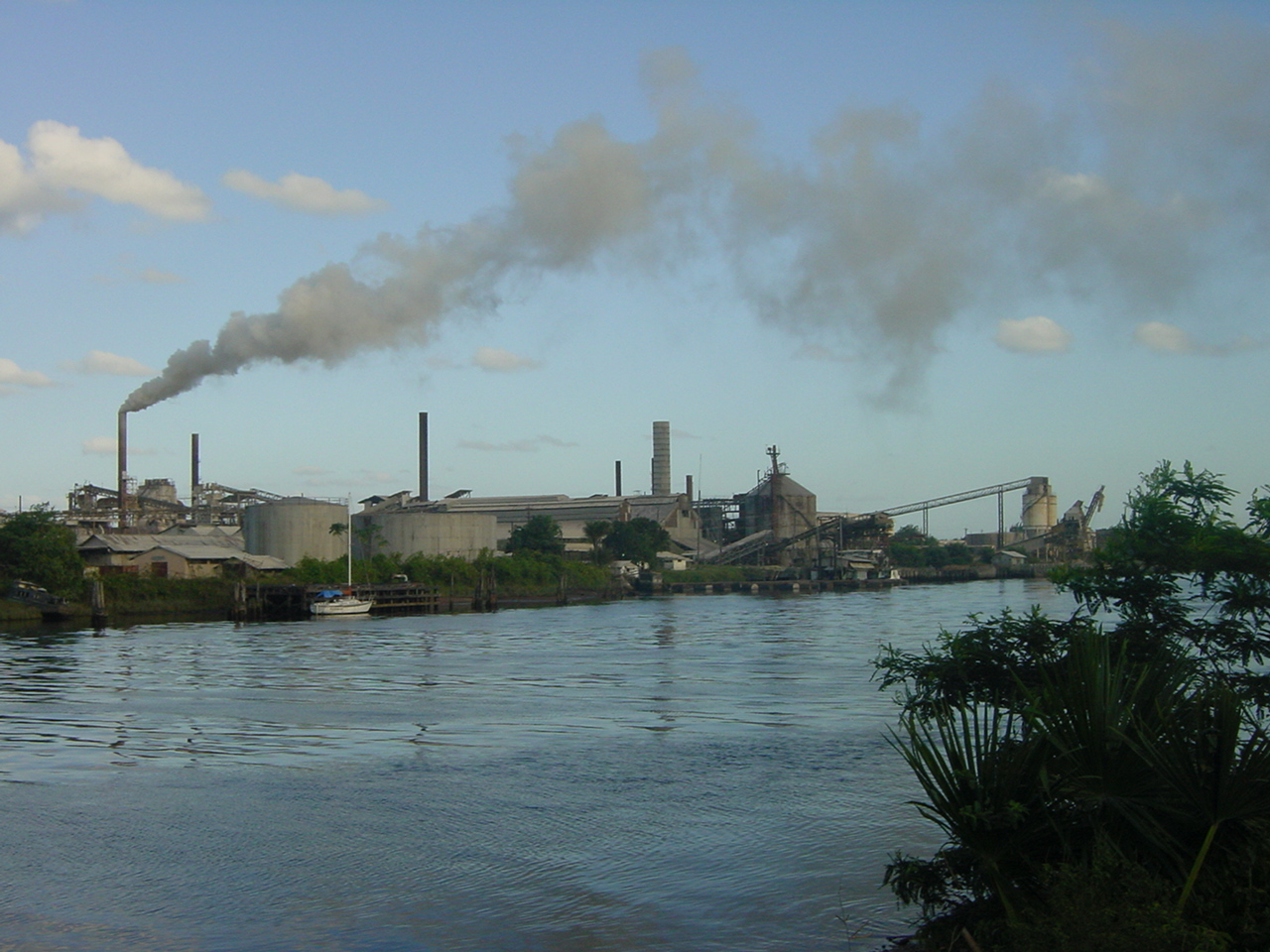
Bauxietfabriek in Linden

Verder is de mijnbouw belangrijk, al lange tijd wordt bauxiet geproduceerd en ook goud. In 1884 werd goud ontdekt in Mahdia, en in 1892 aan de Potarorivier. De ontdekkingen leidden tot een goldrush in het binnenland. Het zoeken naar goud en diamanten blijft belangrijk. In 2020 werd goud gepasseerd door olie als belangrijkste exportproduct, maar goud was verantwoordelijk voor 22% van de exportproducten met een totale waarde van US$ 657 miljoen. In 2022 waren er 310 officiële goudmijnen en 100 officiële diamantmijnen.
De bauxietindustrie was gedurende de 20e eeuw heel belangrijk. In de jaren 1960 was Guyana de vierde producent na de Sovjet-Unie, Jamaica en Suriname. Aan het begin van de 21e eeuw produceerden de mijnen bij Linden nog maar een geringe hoeveelheid vergeleken met de bloeiperiode. De bauxietmijnen in Kwakwani dreigden te sluiten in 2020, maar zijn in juni 2021 weer heropend. De mijnen van Ituni, de derde bauxietmijnplaats, werden in 1983 gesloten.

Exports in 2017 (voor de olievondsten)

Meer van recentere datum is aardolie. In 2015 werd 200 kilometer voor de kust van Guyana olie aangeboord door ExxonMobil in het Stabroek-blok. In de Liza-1 bron zit naar alle waarschijnlijkheid meer dan 700 miljoen vaten olie en in januari 2020 werd de eerste olie verscheept. De olie had tegen de dan geldende olieprijs een waarde van US$ 40 miljard. Medio 2018 verhoogde ExxonMobil de schatting van de oliereserves in het Stabroek-blok naar vier miljard vaten en begin 2020 werd dit verder verhoogd naar acht miljard vaten. In 2025 wordt een olieproductie van 750.000 vaten per dag verwacht. ExxonMobil heeft een belang van 45% in het blok, Hess Guyana 30% en het Chinese oliebedrijf CNOOC de laatste 25%.
Begin 2020 begon de olie te stromen en dit heeft geleid tot extra inkomsten. De economische groei steeg behoorlijk, maar het tekort op de lopende rekening is eerst fors verslechterd, met name door de invoer van kapitaalgoederen noodzakelijk voor de oliewinning, maar in 2022 omgeslagen in een overschot door de exportopbrengsten van de olie.
De overheidsinkomsten zullen door de oliewinning stijgen. De oliemaatschappijen krijgen aanvankelijk 75% van de olie-opbrengsten, na aftrek van de productiekosten, om hun investeringen terug te verdienen en de rest wordt gelijk verdeeld over de maatschappijen en de overheid. De overheid krijgt ook royalty's ter grootte van 2% van de opbrengst waarmee de totale opbrengst 14,5% wordt. Wanneer de investeringen zijn terugbetaald, waarschijnlijk tegen het einde van de jaren twintig, stijgt het aandeel van de overheid naar zo’n 52% van de olie-opbrengsten na aftrek van de kosten. In juni 2017 heeft Guyana zich aangemeld om deel te nemen aan de Extractive Industries Transparency Initiative (EITI), een wereldwijde standaard voor goed bestuur bij de winning van delfstoffen. In 2019 werd een Natural Resource Fund opgericht waar een deel van de inkomsten uit de oliewinning in gestort worden.
Het land had een structureel een groot tekort op de handelsbalans. De belangrijkste exportproducten zijn goud, bauxiet, rijst en suiker. De activiteit vissen wordt begunstigd door het continentaal plat, hierdoor de verkoop van garnalen in het buitenland. De import bestaat hoofdzakelijk uit olie- en olieproducten en kapitaalgoederen. Het tekort op de handelsbalans wordt deels goedgemaakt door de instroom van kapitaal van donoren en ontwikkelingshulp. In het laatste kwartaal van 2019 ging de olieproductie en export van start. In 2018 lag de totale exportwaarde van goederen op US$ 1,3 miljard en in 2023 was dit vertienvoudigd naar US$ 13,2 miljard, deze stijging werd vooral veroorzaakt door de olie.
In 2017 was de werkloosheid in het land 12%, de werkloosheid onder de jeugd ligt tweemaal zo hoog. De participatie van de vrouwen in de totale werkgelegenheid was 43,6% in 2017 (2012: 34,6%).
Volgens de CIA World Factbook leefde in 2006 35% van de bevolking van Guyana onder de armoedegrens. In 2015 stond Guyana op de 127e plaats (2010: 104) van de HDI index. De HDI-ranglijst bestaat uit totaal 188 landen.
In de jaren tachtig werkten veel Guyanezen als gastarbeiders in Suriname, maar in de jaren negentig groeide de economie van Guyana fors, en keerden de Guyanese arbeiders uit Suriname naar hun eigen land terug.

## Sport

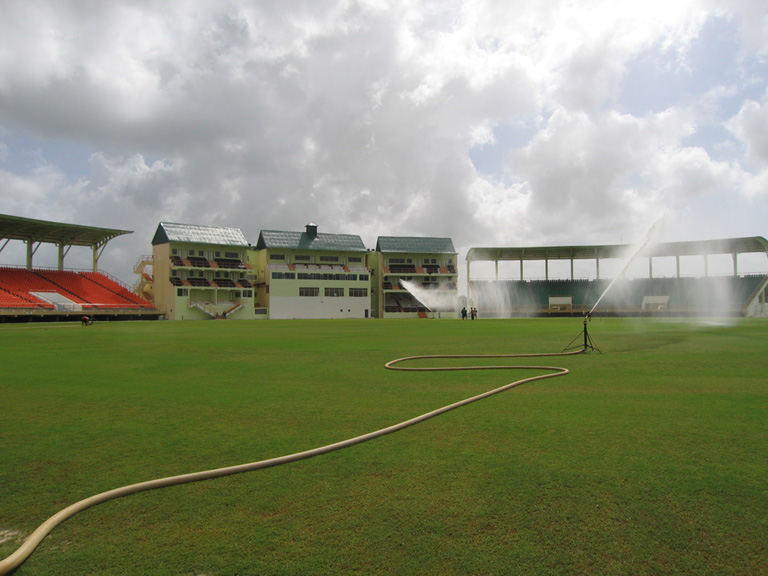
Providence Stadium

De populairste sport in Guyana is cricket. Guyana heeft geen nationaal team en is onderdeel van West-Indisch cricketelftal. Andere populaire sporten zijn voetbal, basketbal, volleybal, tafeltennis, boksen en hockey. Het Guyaans voetbalelftal vertegenwoordigt Guyana tijdens internationale wedstrijden zoals het WK, de CONCACAF Gold Cup en de Caribbean Cup. In 1948 werd het Nationaal Olympisch Committee opgericht en neemt Guyana deel aan de Olympische Spelen. Guyana heeft anno 2022 nooit deelgenomen aan de Winterspelen.
De belangrijkste algemene stadions zijn Providence Stadium bij Georgetown en het Synthetic Track and Field Facility in Leonora. Bourda (officieel Georgetown Cricket Club Ground) is een belangrijk cricketstadion.

## Foto's

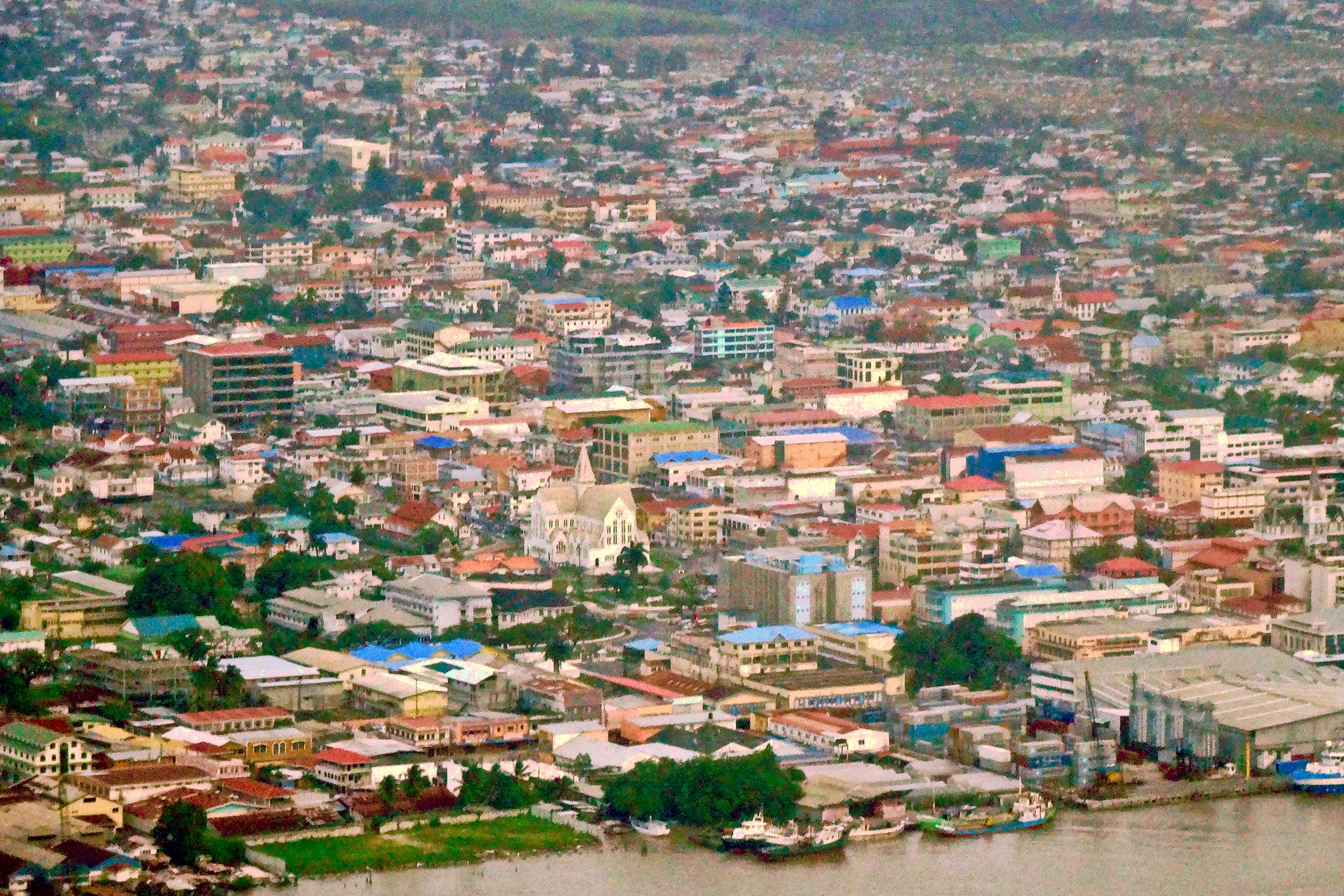
Georgetown vanuit de lucht
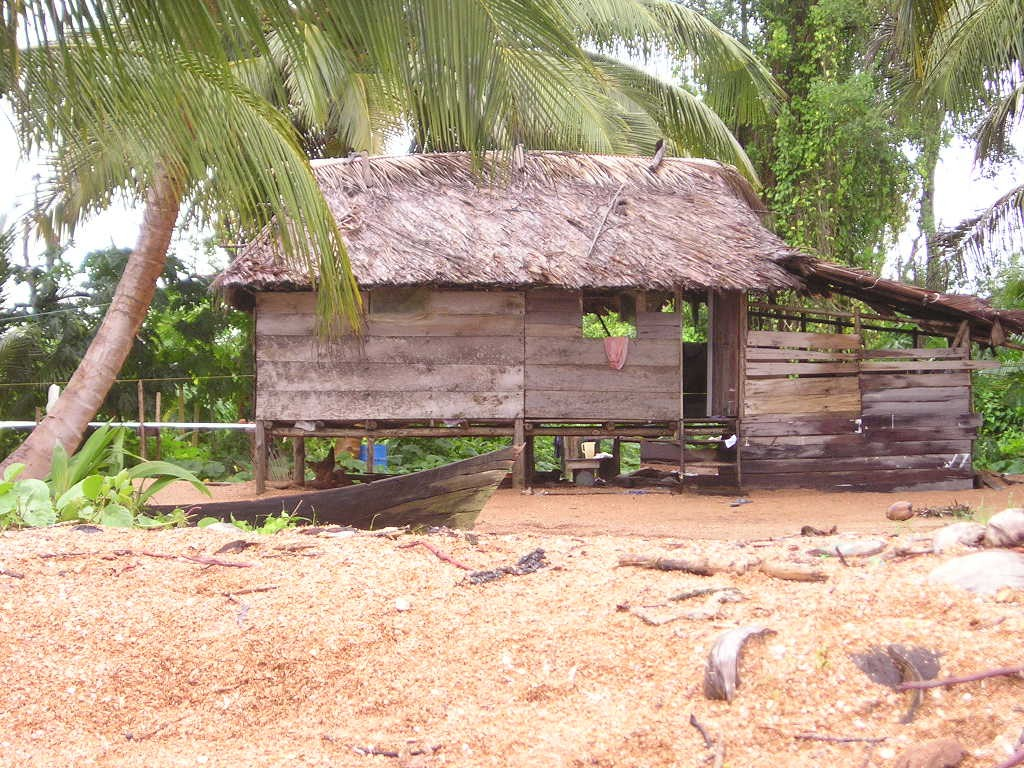
Strandhuis in Mabaruma
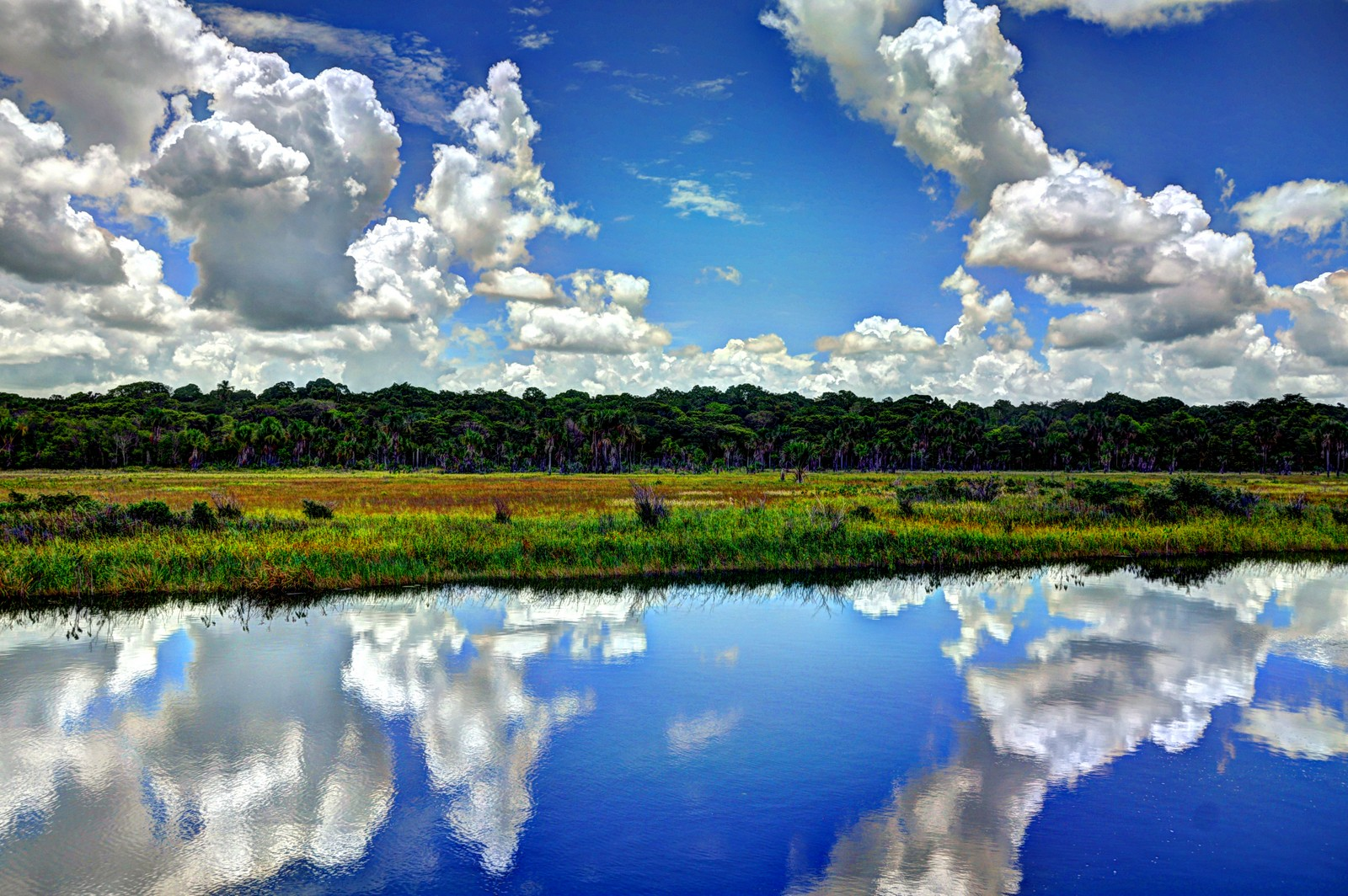
Savanne bij Santa Mission
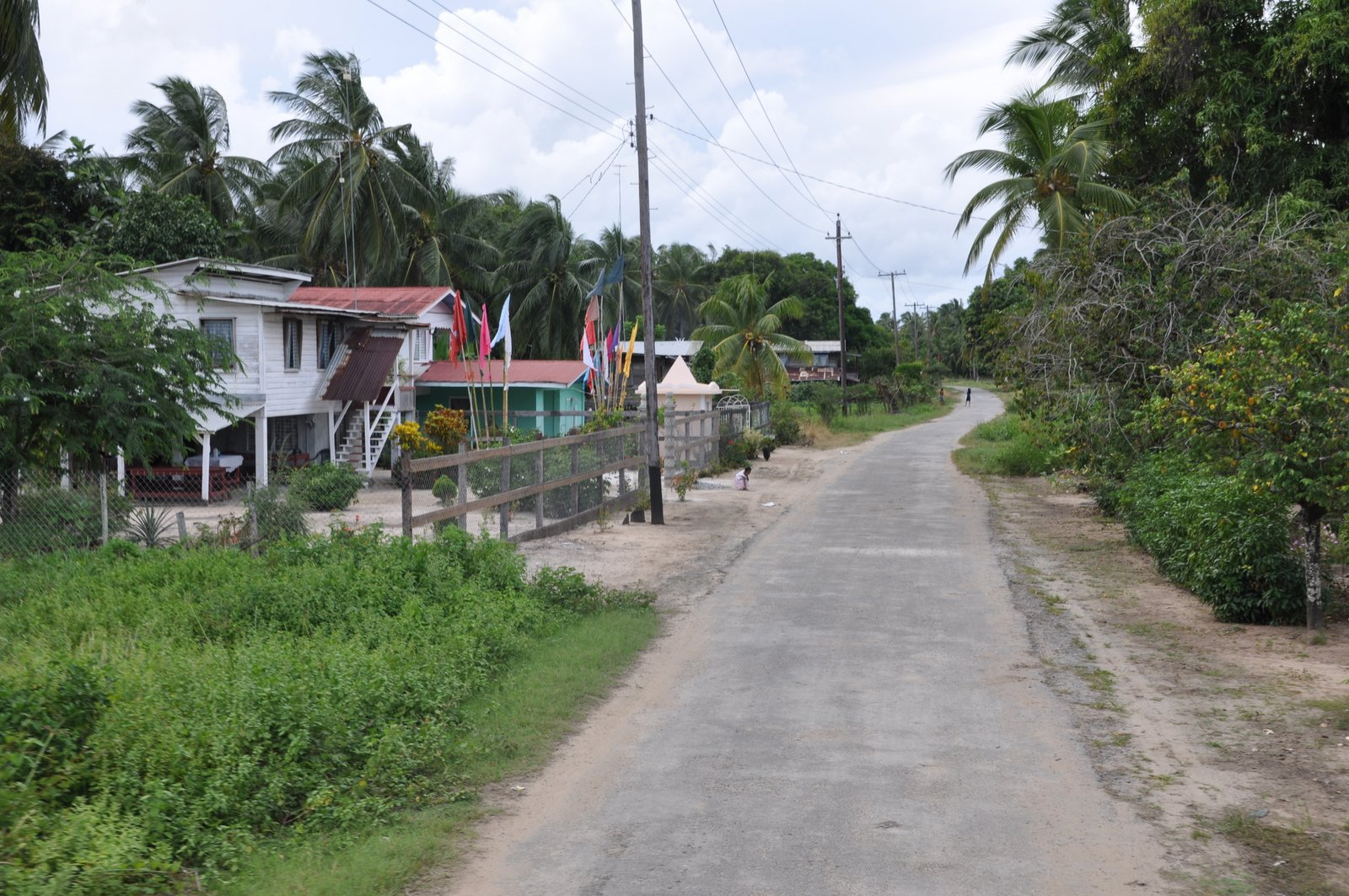
Weg op het eiland Wakenaam
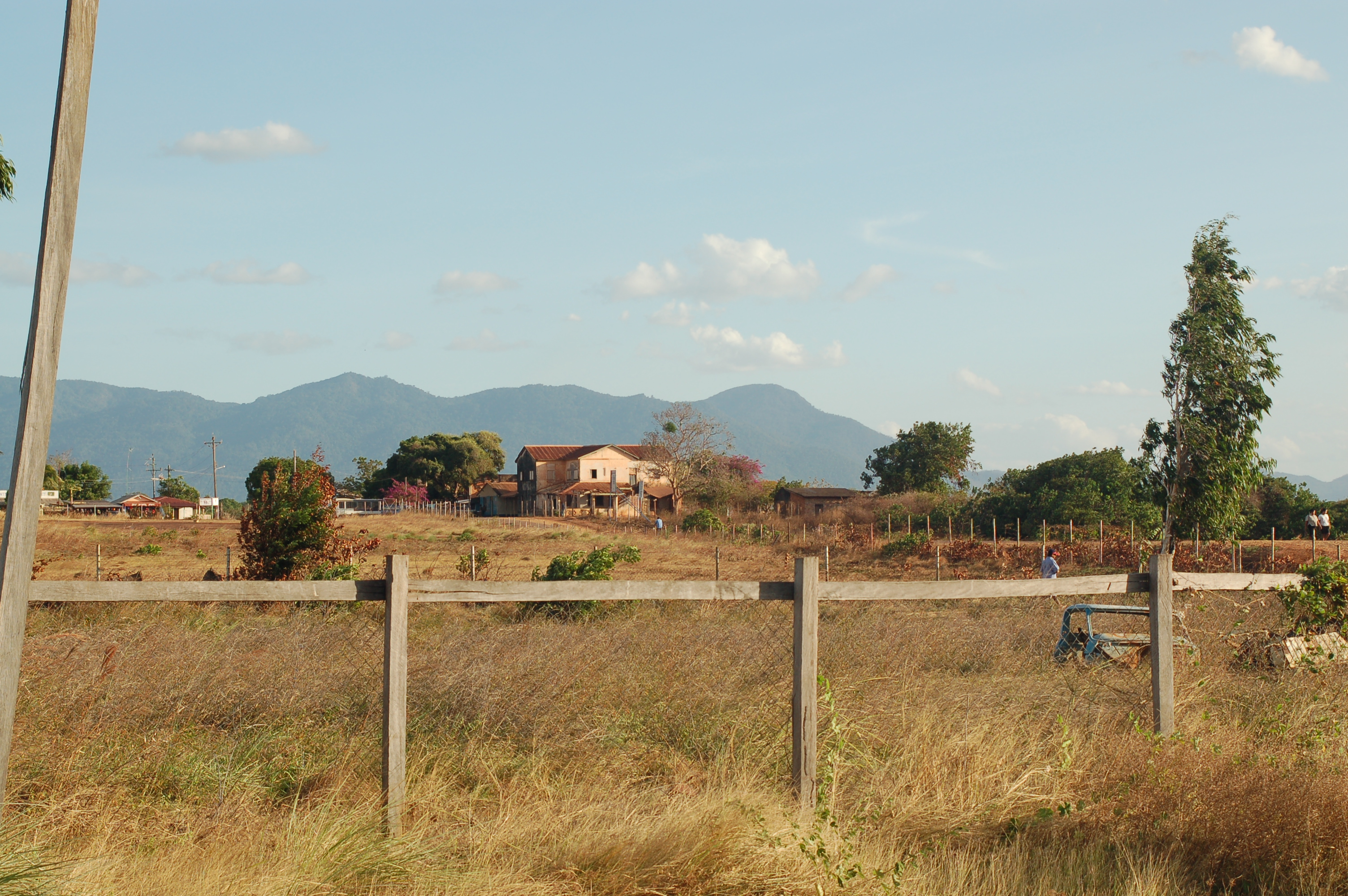
Lethem
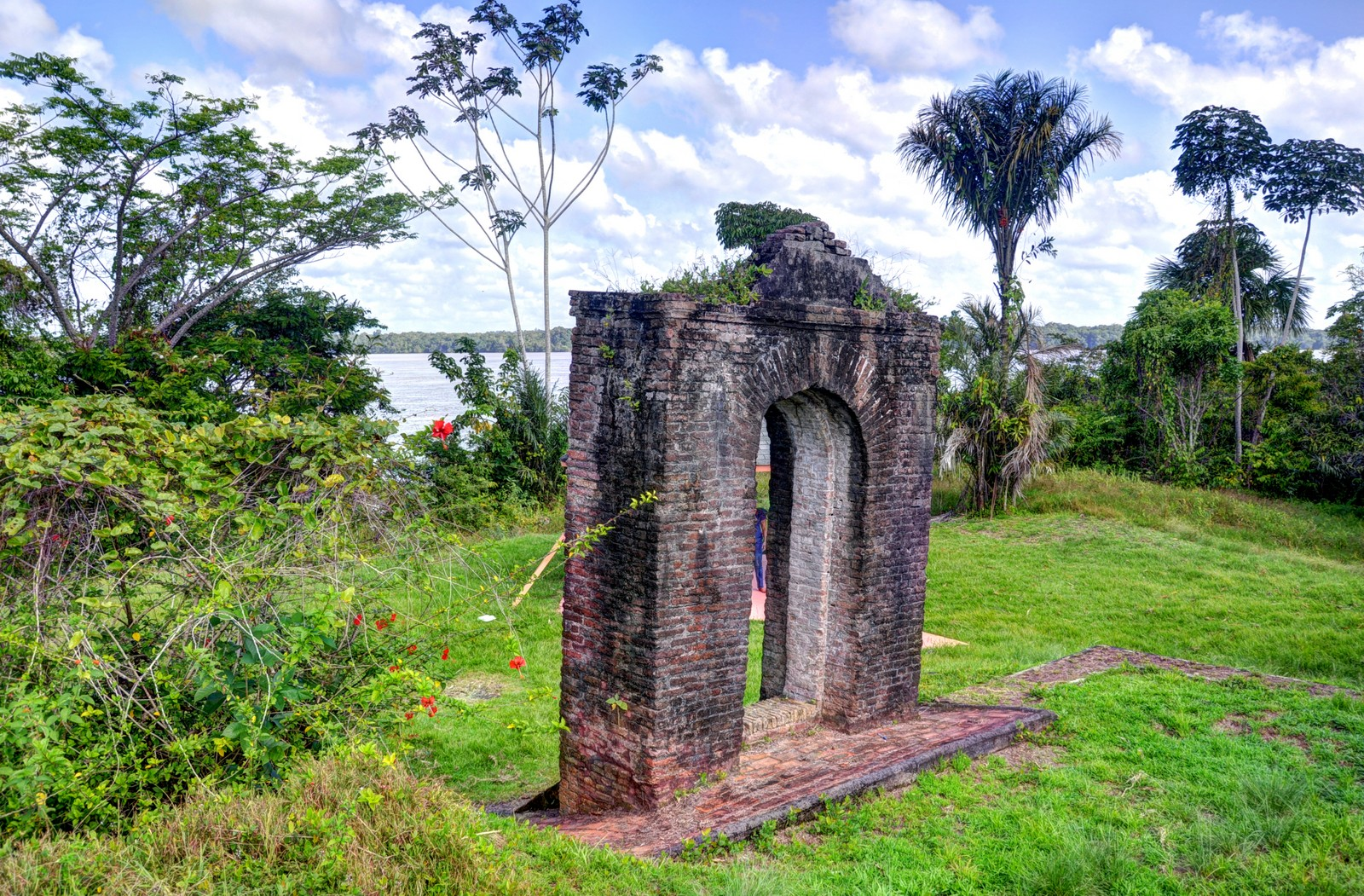
Fort Kyk-over-al
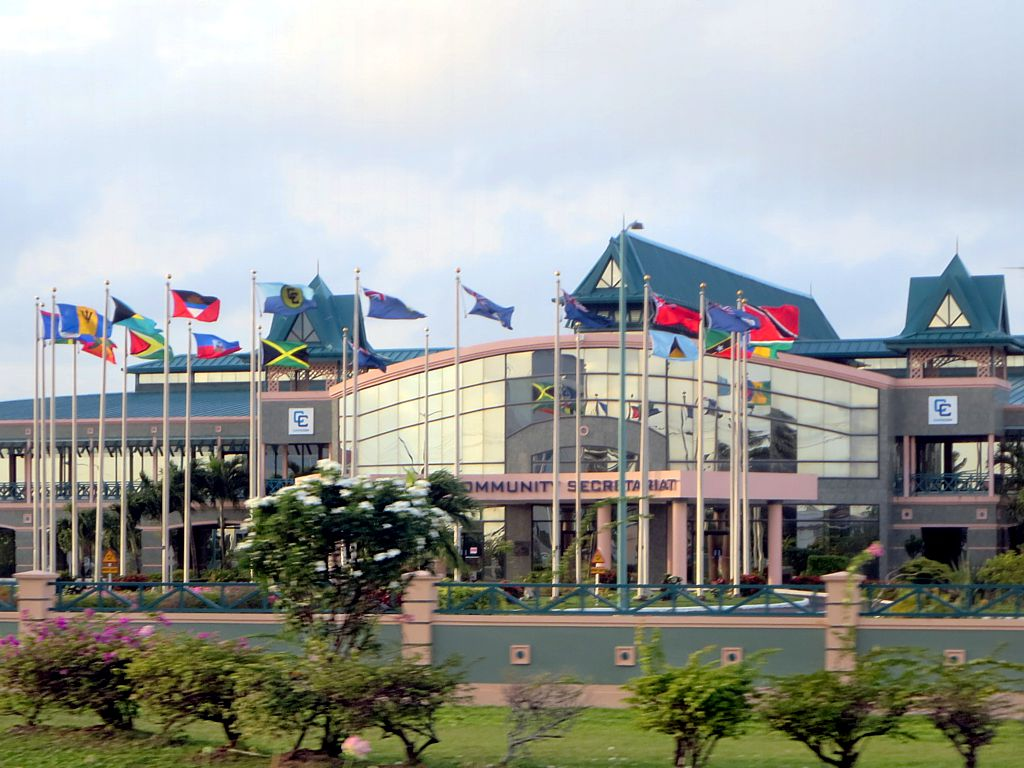
Secretariaat van de Caricom
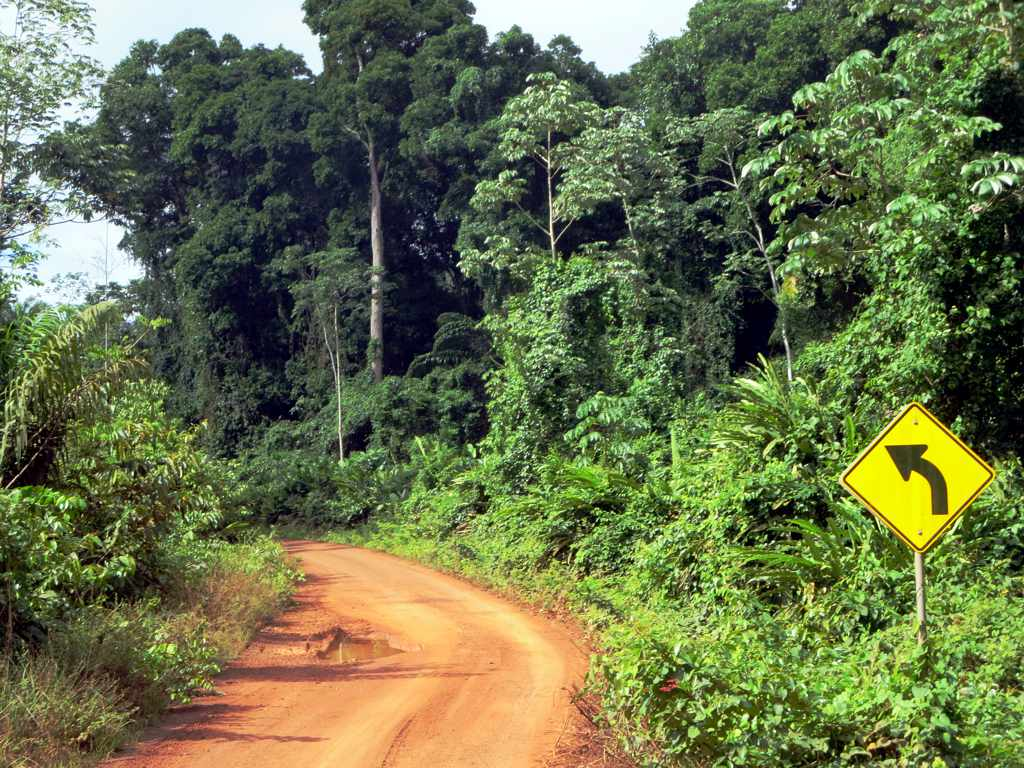
Hoofdweg tussen Linden en Lethem